# 宮田佳奈
宮田 佳奈（みやた かな、1994年3月15日 - ）は、日本の俳優。東京都出身。2014年からミュージカルカンパニー イッツフォーリーズに所属。桐朋学園芸術短期大学 芸術科演劇専攻卒。

## 出演

### 舞台
- ミュージカル「鉄鼠の檻」(2024年 紀伊國屋サザンシアター、サンケイホールブリーゼ) - 中禅寺敦子 役
- ミュージカル「洪水の前」(2024年)
- ミュージカルリーディング「洪水の前」(2022年 アレイホール)
- ミュージカル「魍魎の匣」(2021年 オルタナティブシアター) - 中禅寺敦子 役
- 「Go For Success2021〜いま、翔けぬけろ〜」(2021年 浅草九劇)
- ミュージカル「青空の休暇」(2021年 ルネ小平)
- Bookライブ「キeク〜ひとあし ひとあし〜」(2020年 絵空箱)
- ミュージカルコメディ「死神」(2019年)
- ミュージカル「じぃじのふしぎなレスラン」(2019年)
- ミュージカル「遠ざかるネバーランド」(2018年 俳優座劇場)
- ミュージカル「ナミヤ雑貨店の奇蹟」(2017年 ザ・ポケット) - 北沢静子 役
- ミュージカル「あさはなび」(2015年）
- ウキヨホテルプロジェクト「YOKOHAMA Short Stories」(2022年 CLIFFSIDE)
- ミュージカル「CROSS ROAD〜悪魔のヴァイオリニスト パガニーニ〜」(2022年 シアタークリエ) - アーシャ 役
- しんゆりシアターミュージカル「のっぽの古時計」(2021年 川崎市アートセンター)
- 監督と演劇をやろうよvol.1「エデン」(2021年 新宿眼科画廊スペース地下)
- ミュージカル「フランケンシュタイン」(2020年 日生劇場、梅田芸術劇場、愛知県芸術劇場)
- 俳優座劇場プロデュース　音楽劇「人形の家」(2019年 俳優座劇場)
- きかんしゃトーマス 「ソドー島のたからもの」(2019年)
- ミュージカル「ソレイル〜太陽の王様〜」(2018年 絵空箱)
- ミュージカル座「ロイヤルホストクラブ」(2017年)
- カゴメ劇場2016 ミュージカル「アラジンと魔法のランプ」(2016年)
- ミュージカル座 ミュージカル「氷人火伝 〜カムイレラII〜」(2015年)
- 日本劇団協議会「花山信吉工務店」(2015年)

### テレビ
- BS朝日「昭和偉人伝　江利チエミ・笠置シヅ子編」(2018年)

### CM
- レオパレス21「恋するレオパレス 受験編 」(2016年)
- earth music&ecology「合唱編」(2015年)

### その他
- いずみたくNight〜We Sing Taku's Melody〜(2021年 上野Uniteld)